# Rewia w Kaliszu

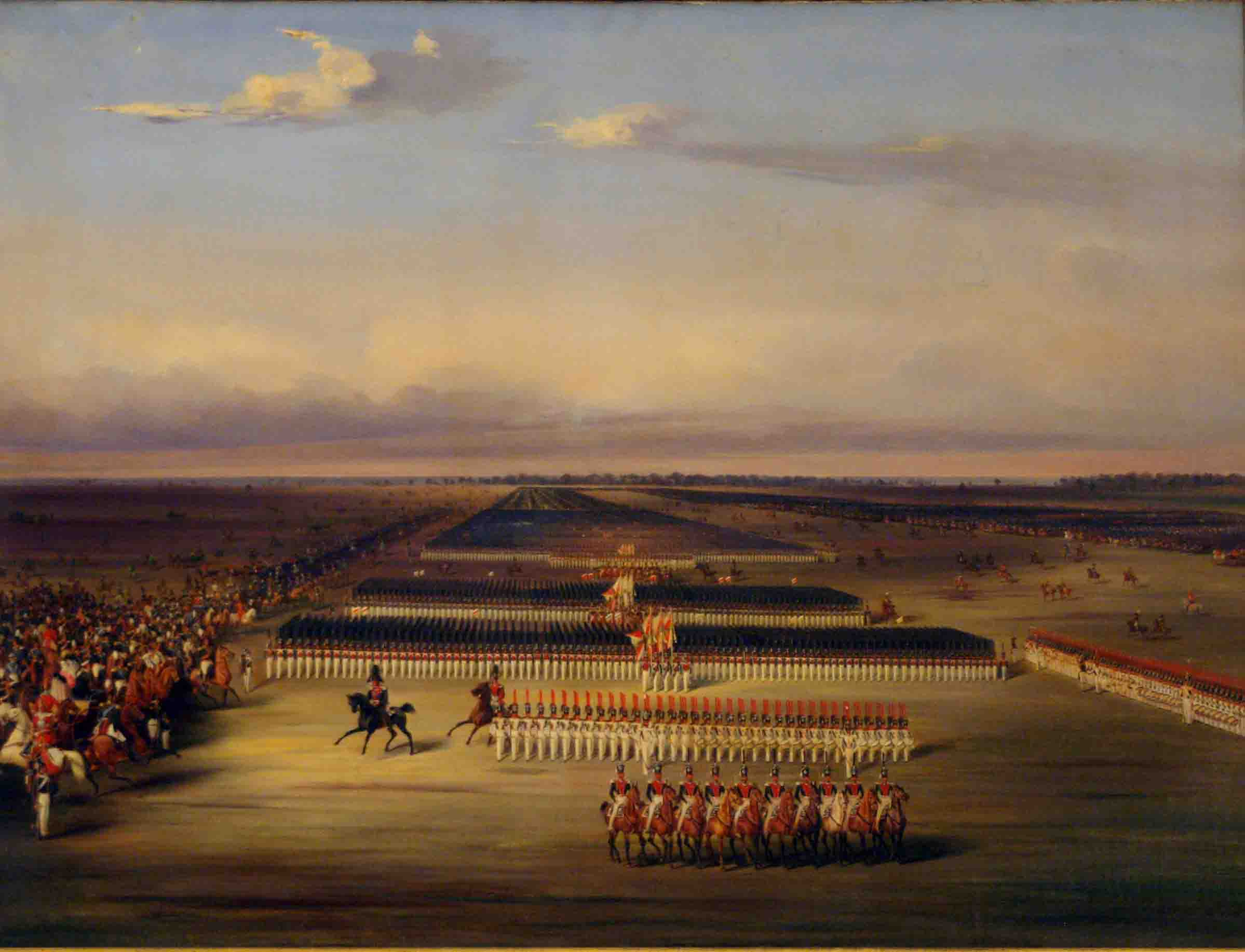
Wojska pruskie podczas rewii w Kaliszu na obrazie Carla Rechlina

Rewia w Kaliszu – ćwiczenia wojskowe przeprowadzone wspólnie przez Rosję i Prusy w Kaliszu w roku 1835, na terenie Królestwa Kongresowego.

## Historia
Ponad 60 tysięcy żołnierzy, w tym ponad 4500 Prusaków, dysponujących ponad 7 tysiącami koni i 136 działami, zgromadziło się w Kaliszu od 12 do 22 września 1835 roku. Ćwiczenia te miały na celu zacieśnienie wobec europejskiej opinii publicznej bliskich więzi politycznych między Prusami a Rosją, także w obliczu stłumionego cztery lata wcześniej polskiego powstania listopadowego. Wybór lokalizacji symbolicznie przypominał traktat kaliski, który Rosja i Prusy zawarły w lutym 1813 roku przeciwko cesarzowi Francji Napoleonowi Bonapartemu.
Rewia w Kaliszu nie była konwencjonalnymi ćwiczeniami wojskowymi, gdyż nie uformowano wojsk do walki ze sobą. Celem rewii było to, aby wyżsi dowódcy mogli przećwiczyć zgranie korpusów i armii, pokaz własnych umiejętności w tym popisy jeździeckie Kozaków i Czerkiesów oraz wspólna musztra. Naczelnym dowódcą wojsk był cesarz Rosji Mikołaj I Romanow, a wojskami pruskimi dowodził książę Wilhelm Friedrich Ludwig von Preußen, późniejszy król Prus i cesarz Niemiec Wilhelm I Hohenzollern.
Punktem kulminacyjnym rewii był duży koncert 18 września 1835 roku, z udziałem ponad 2000 muzyków wojskowych. Zagrano na nim między innymi marsza skomponowanego przez króla Prus Fryderyka Wilhelma III, w wieku dziesięciu lat. Marsz był później grany przez większość pułków wojskowych jako marsz prezentacyjny i tak też został nazwany. Co interesujące niemiecka Bundeswehra gra go do dziś. Rewię zakończył wielki pokaz sztucznych ogni. Tego wieczoru wystrzelono 45 tysięcy rakiet zawierających 12 tysięcy funtów prochu. Największe rakiety ważyły trzy funty, sztuczne ognie kosztowały 100 tysięcy talarów.

## Źródła
- Karl von Decker: Die Truppen-Versammlung bei Kalisch im Sommer 1835. Nach den besten, an Ort und Stelle eingesammelten Materialien, aus militair-historischen Gesichtspunkte bearbeitet. [Selbstverlag], in Kommission bei J. H. Bon, Königsberg 1835.
- Michael Elstermann: „Die große Revue in Kalisch 1835” oder „Das Lustlager zu Ehren der Russisch-Preußischen Waffenbrüderschaft”; in: Zeitschrift für Heereskunde, Nr. 430, Oktober/Dezember 2008.